# Władysław Fabisiak

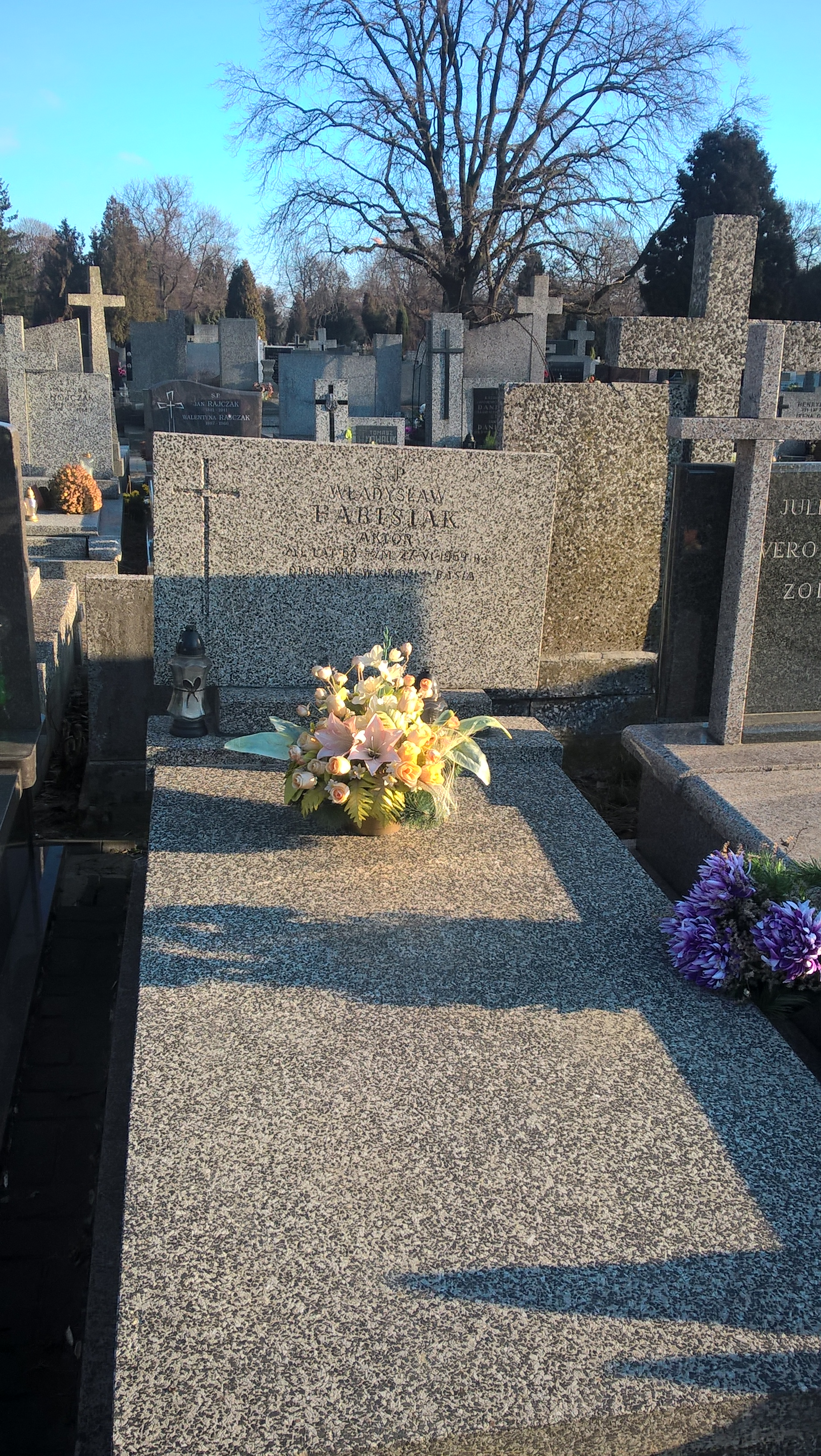
Grób Władysława Fabisiaka na cmentarzu Bródnowskim

Władysław Włodzimierz Fabisiak (ur. 1903, zm. 27 czerwca 1969 w Warszawie) – polski aktor teatralny.

## Życiorys artystyczny
Występował od 1944 w warszawskim Teatrze Wodewil, w 1946 przeniósł się do działającego w ramach Miejskich Teatrów Dramatycznych Teatru Jaskółka. W sezonie 1947/1948 występował gościnnie na deskach Teatru Małego i Teatru Polskiego w Szczecinie, w kolejnym sezonie grał w Teatrze Wybrzeże w Gdyni. Przez dwa następne sezony należał do zespołu Teatru im. Stefana Jaracza w Łodzi, zaś w sezonie 1956/1957 grał w Teatrze Ziemi Opolskiej.  
Spoczywa na cmentarzu Bródnowskim (kw. 72D, rząd 4, grób 20).